# استراتيجية التعويض

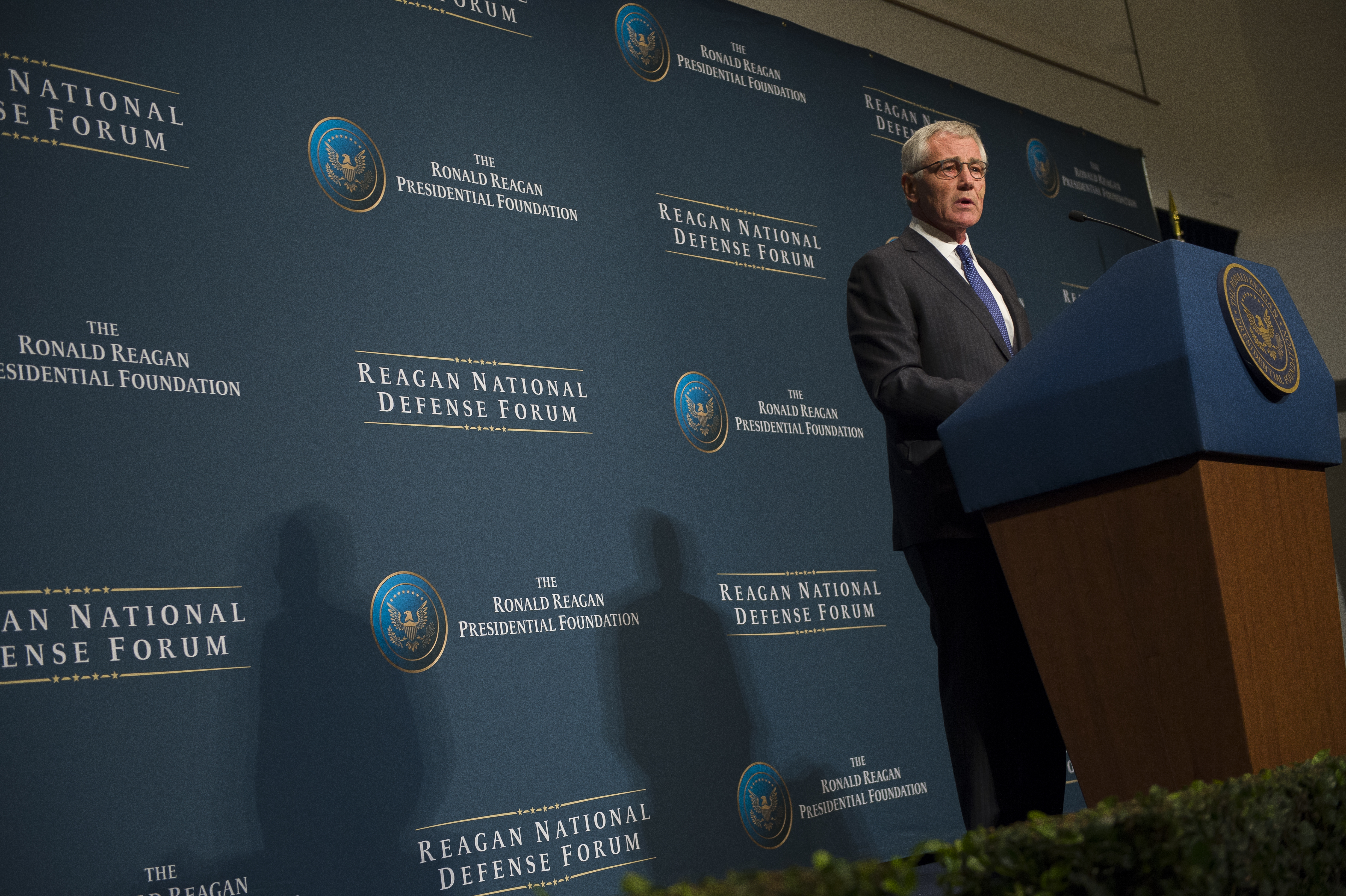
وزير الدفاع الأمريكي تشاك هيغل يعلن مبادرة الابتكار الدفاعي واستراتيجية التعويض الثالثة خلال منتدى الدفاع القومي في مكتبة رونالد ريغان الرئاسية، سيمي فالي، كاليفورنيا، 15 نوفمبر 2014.

استراتيجية التعويض هي وسيلة لتعويض الضعف بأسلوب غير متماثل، ولا سيما في مجال التنافس العسكري. فبدلاً من مجاراة الخصم في ميدان لا ترجى فيه الغلبة، تسعى الاستراتيجية إلى تحويل ساحة الصراع إلى ميدان أكثر ملاءمة، يتيح للجهة المنفذة استثمار مكامن قوتها. هدفها تجاوز نقاط الضعف، لا عبر الدخول في مواجهة مباشرة، بل بتحويل طبيعة الصراع نفسه.
وتسير هذه الاستراتيجية إلى قلب قواعد اللعبة لصالحها، بحيث تصبح المنافسة ممكنة دون التورط في كلفة لا تُحتمل أو معركة لا تُربح. وبهذا، تُعد استراتيجية التعويض نوعاً من التخطيط التنافسي بعيد المدى، يرمي إلى الحفاظ على التفوق على الخصوم المحتملين، مع السعي لصون السلم ما أمكن.

## الخمسينيات: استراتيجية التعويض الأولى
يُستخدم مصطلح استراتيجية التعويض رسميًا لوصف القدرات النوعية للجيش الأمريكي مقارنةً بالخصوم المحتملين. وتُعتبر فترتان من الحرب الباردة مثالين معياريين على تطبيق هذه الاستراتيجية.
في خمسينيات القرن العشرين، ركّز الرئيس دوايت أيزنهاور على مفهوم الردع النووي كوسيلة لتفادي التكاليف الضخمة التي كانت ستلزم لمعادلة قوات حلف وارسو التقليدية. وقد مثّلت هذه المرحلة أولى صور استراتيجية التعويض، حيث تم اللجوء إلى التفوق النووي لكبح جماح التفوق العددي للخصم.
أما الفترة الثانية، والتي تمتد تقريبًا من عام 1975 حتى 1989، فقد شهدت عودة المصطلح من جديد، ولكن هذه المرة للدلالة على التفوق التكنولوجي الأمريكي كوسيلة لتعويض النقص العددي في القوات التقليدية.

## استراتيجية التعويض الثانية
في أعقاب حرب فيتنام، شهدت الميزانية الدفاعية الأمريكية تراجعًا ملموسًا، حيث انخفض الإنفاق السنوي لوزارة الدفاع الأمريكية منتصف السبعينيات بما يقارب 100 مليار دولار (بقيمة 2015)، مقارنة بذروة الإنفاق العسكري في أواخر الستينيات. وفي ذات الحقبة، كانت قوات حلف وارسو تفوق قوات حلف شمال الأطلسي (الناتو) بثلاثة أضعاف على الأقل في أوروبا، ولم تكن الموارد المالية كافية لتعويض هذا الخلل العددي بزيادة القوات التقليدية.
في ظل هذا التحدي، سعى وزير الدفاع الأمريكي آنذاك، هارولد براون، إلى تبنّي وسائل تكنولوجية تعوّض التفوّق العددي للخصوم، وتستعيد بذلك توازن الردع والاستقرار في المسرح الأوروبي.
وقد ارتكزت هذه الاستراتيجية على تطوير أنظمة جديدة في مجالات الاستخبارات، والمراقبة، والاستطلاع (ISR)، بالإضافة إلى تعزيز أسلحة الذخائر الموجهة بدقة، واعتماد تقنيات الشبحية، ونظم الاتصالات والملاحة العسكرية المعتمدة على الفضاء. وقد وجّهت هذه المبادرات خريطة بحث وتطوير طويلة المدى لتقنيات المكوّنات والمنظومات، تحت إشراف وكالة مشاريع البحوث المتقدمة الدفاعية.
ومن أبرز ثمار هذه الاستراتيجية: نظام الإنذار المبكر المحمول جوًا كما في طرازات E-2 هوك آي وE-3 سينتري، والمقاتلة لوكهيد F-117 نايت هوك الشبحية، والذخائر الذكية الحديثة، ونظام GPS، إلى جانب تحسينات في مجالات الاستطلاع والاتصالات وإدارة المعركة.
ورغم أنّ الولايات المتحدة لم تُوظّف هذه التقنيات مباشرة ضد قوات الاتحاد السوفيتي، إلا أنّها أثمرت تفوقًا حاسمًا خلال عاصفة الصحراء، حيث سهلت طرد القوات العراقية من الكويت.
ويُعَدّ بعض المؤرخين والمحللين العسكريين هذه الاستراتيجية مصدراً لتحوّل جذري في نمط الحرب الأمريكي، ممهدةً لحقبة جديدة من الابتكار العسكري، تتّسم بالصراع المستمر والحروب الهجينة.

## استراتيجية التعويض الثالثة
ترتبط استراتيجية التعويض الثالثة بمبادرة الابتكار الدفاعي التي أعلنها وزير الدفاع تشاك هيغل خلال منتدى الدفاع الوطني في مكتبة رونالد ريغان عام 2014. وتهدف هذه الاستراتيجية إلى استثمار التفوق الأمريكي في مجالات تكنولوجية وعملياتية محددة، بغرض تعويض التراجع النسبي في مواجهة أنظمة منع الوصول/حرمان الحركة التي تنتهجها القوى المناوئة للولايات المتحدة.
تستند هذه الاستراتيجية، في جوهرها، إلى مفاهيم عسكرية عتيقة تتوخّى تحقيق النصر متى دعت الحاجة، ولكن أيضًا الحفاظ على قدرات ردعية كافية تحول دون نشوب الحرب أصلاً.
وقد أُعلن عن مبادرة الابتكار الدفاعي ضمن هذه الاستراتيجية في نوفمبر 2014، وكان من أبرز محاورها تأسيس برنامج تخطيط طويل المدى للبحث والتطوير، يستهدف ميادين واعدة في التقنية، من قبيل: الروبوتات، والأنظمة ذاتية التشغيل، والتصغير، والبيانات الضخمة، والتصنيع المتقدّم، إلى جانب تعزيز التعاون بين الجيش الأمريكي وقطاعات الابتكار في القطاع الخاص.
كما أصدر مركز التقييمات الاستراتيجية والميزانية تقريرًا في أكتوبر 2014، قبيل إعلان الوزير هيغل، تضمن تصورًا مفصلًا لمكونات الاستراتيجية الثالثة، حيث دعا إلى تطوير منصّات هجومية من الجيل التالي مثل الطائرات القتالية غير المأهولة، وتسريع برنامج قاذفة القصف بعيدة المدى، وزيادة الاستثمار في قدرات القتال تحت سطح البحر مثل المركبات الغواصة غير المأهولة، واتخاذ تدابير لتقليل الاعتماد على الاتصالات الفضائية الحساسة.
وقد انعكست مبادئ هذه الاستراتيجية في استراتيجية الدفاع الوطني الأمريكية لعام 2018.

### المنظومات الإلكترونية
قامت استراتيجية التعويض الثالثة على تشييد منظومات قتالية مترابطة، تُدار عبر شبكة موحدة للقيادة والسيطرة تشمل جميع مجالات القتال، براً وجواً وبحراً وفضاءً وإلكترونياً. وتقوم هذه الشبكة على دمج قوى الإنسان مع قدرات الآلة، بما في ذلك الذكاء الاصطناعي، في منظومة متكاملة تُنسّق بين فروع الجيش المختلفة.
وقد تمثّلت أبرز المبادرات التي خرجت من رحم هذه المنظومة في مشاريع متخصّصة يقودها كلّ فرع من فروع القوات المسلحة: أحدها للجيش، وثانٍ للقوات الجوية، وثالث للبحرية. وجميعها يستند إلى شبكة تكتيكية متقدمة، تسمح بنقل المعلومات فوراً إلى مركز القرار دون وسيط، مما يتيح سرعة في التقدير وتنفيذ الأوامر في أقلّ من لمح البصر.
وبلغ الإنفاق الدفاعي الأمريكي في هذا السياق مئات الملايين من الدولارات، بهدف تطوير منظومات ذكية قادرة على استيعاب سيل المعلومات القادمة من أجهزة الاستشعار المنتشرة في الجو والبحر والبر، وتحليلها فوراً، وإيصالها إلى من يملك سلطة القرار العسكري.
ومن أبرز ثمار هذه الجهود، إنشاء مركز مشترك يُعنى بشؤون الذكاء الصناعي، يتولّى اختبار نجاعة المنظومات الجديدة، ويعتمد على تقنيات الحساب القريب من الجندي والميدان، دون الحاجة للرجوع إلى خوادم مركزية. وتتيح هذه التقنية الجديدة تحليل البيانات الحربية في طرفة عين، مما يجعل الجنود والقادة على بيّنة من مجريات المعركة لحظةً بلحظة.
وقد أسفر هذا التلاحم بين الإنسان والآلة عن تكوين شبكات حربية متقدمة، توصل بين الأقمار الصناعية وأجهزة الاستطلاع والذخائر الذكية والطائرات المسيّرة والقوات البحرية، لتُنتج ما يُعرف بسلسلة القتل السريع، حيث يتم رصد العدو، وتحليل موقعه، واستهدافه، خلال ثوانٍ معدودة، دون حاجة لقرار بشري تقليدي.